# Ormosia leptorhabda
Ormosia leptorhabda är en tvåvingeart som beskrevs av Alexander 1943. Ormosia leptorhabda ingår i släktet Ormosia och familjen småharkrankar. Inga underarter finns listade i Catalogue of Life.